# Хептоза
Хептозата е монозахарид със седем въглеродни атома.
Хексозите както и другите монозахариди имат алдехидна функционална група при първия въглероден атом (С1'), (алдохептоза) или кетонова функционална група при втория въглероден атом (кетохептоза).
В природата хептозите се срещат сравнително рядко, известни са няколко:
Седохептулоза или D-алтро-хептулоза (кетоза):
Манохептулоза, открива се в авокадо:
L-глицеро-D-мано-хептоза (алдоза).
Кетохептозите имат четири хирални центъра, докато при алдохептозите те се пет.